# Mateu Gamundí Monserrat
Mateu Gamundí Monserrat (Llucmajor, Mallorca, 1841-1888), fou un polític liberal mallorquí i diputat al Congrés dels Diputats durant la restauració borbònica.
Mateu Gamundí fou funcionari del Govern Civil i entre 1865 i 1869 tingué el càrrec d'inspector de vigilància dels governs civils de les Illes Balears, Reus, Palència, Cadis i València. L'any 1872 s'afilià al Partit Constitucional de Práxedes Mateo Sagasta i fou nomenat governador civil de Lugo, però la caiguda del govern de Sagasta li impedí assumir el càrrec. En el període de transició borbònica (1874-75), amb el govern d'Antonio Cánovas del Castillo, fou governador civil de les Illes Canàries. Fou responsable a Madrid de la publicació La Revista de España el 1880 i cap d'administració del Ministeri d'Ultramar el 1881, ministeri presidit pel canari Fernando León y Castillo, al qual es trobava fortament vinculat. El 1881 fou elegit diputat a Corts per les Illes Balears com a membre del Partit Liberal Fusionista, càrrec que ostentà en les legislatures 1881-82, 1882-83 i 1883-84.